# Mascaron
Pour les articles homonymes, voir mascaron (homonymie).

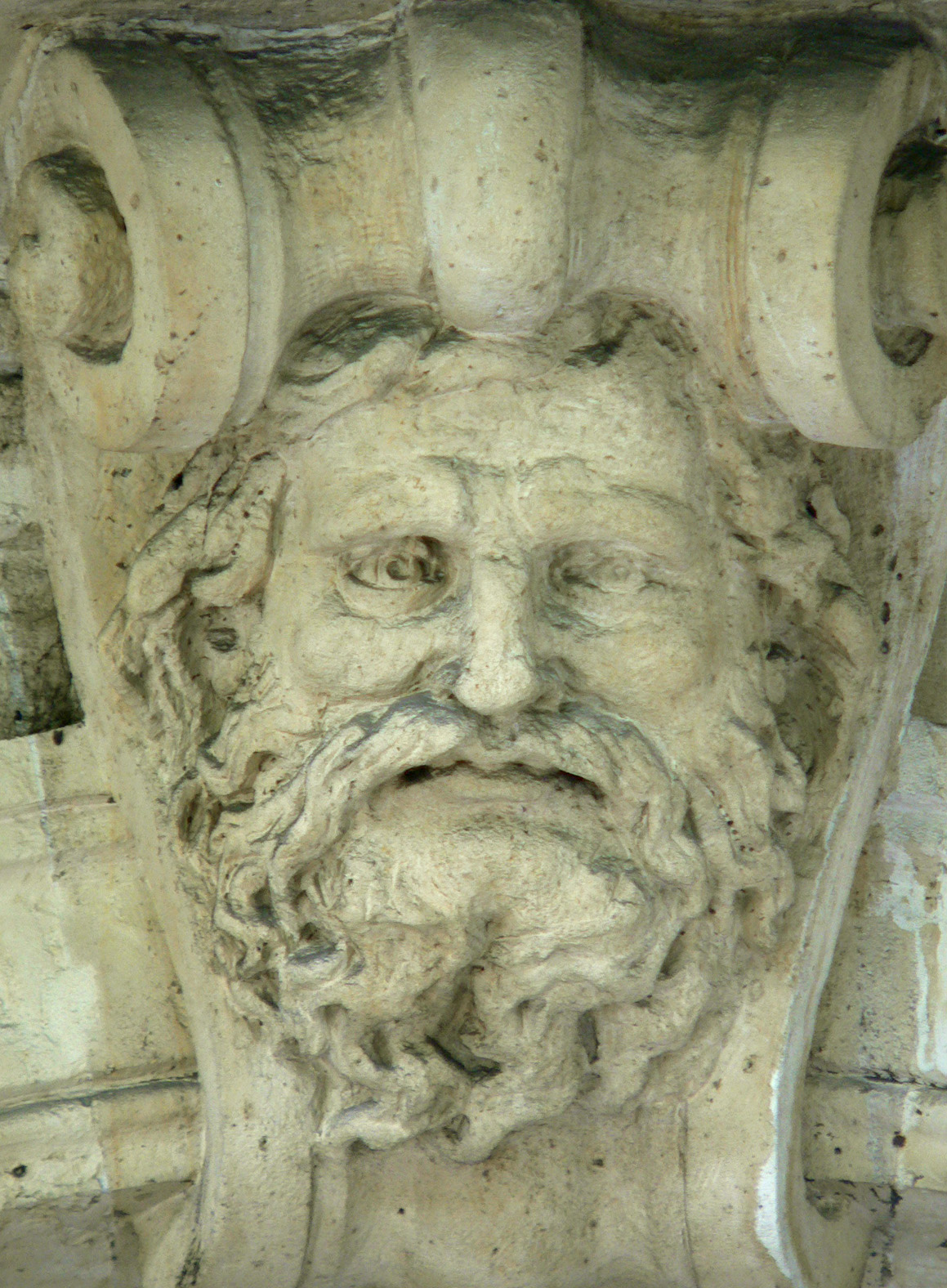
Mascaron du Pont-Neuf, Paris.

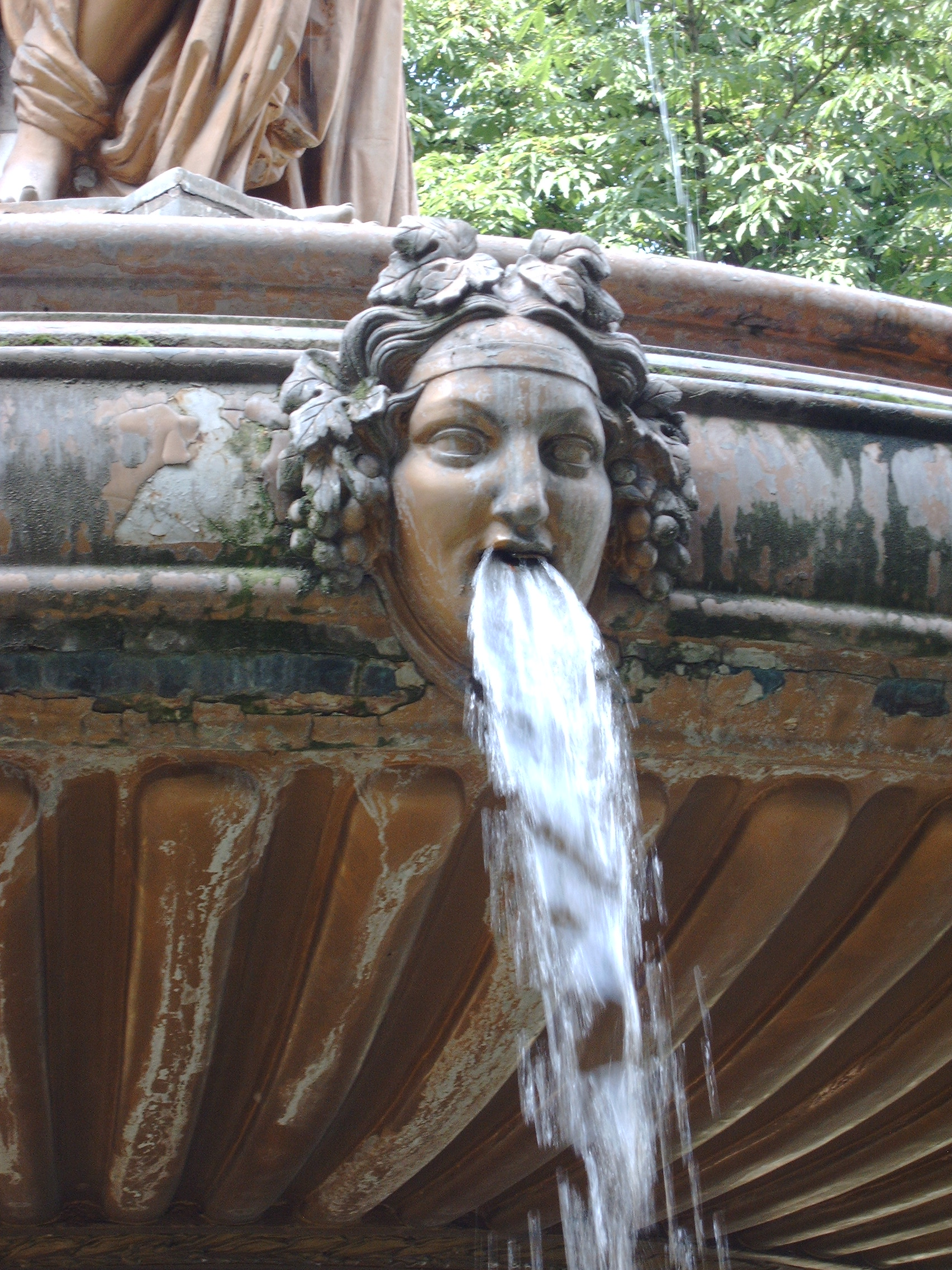
Mascaron de fontaine, fontaine Louvois, Paris.

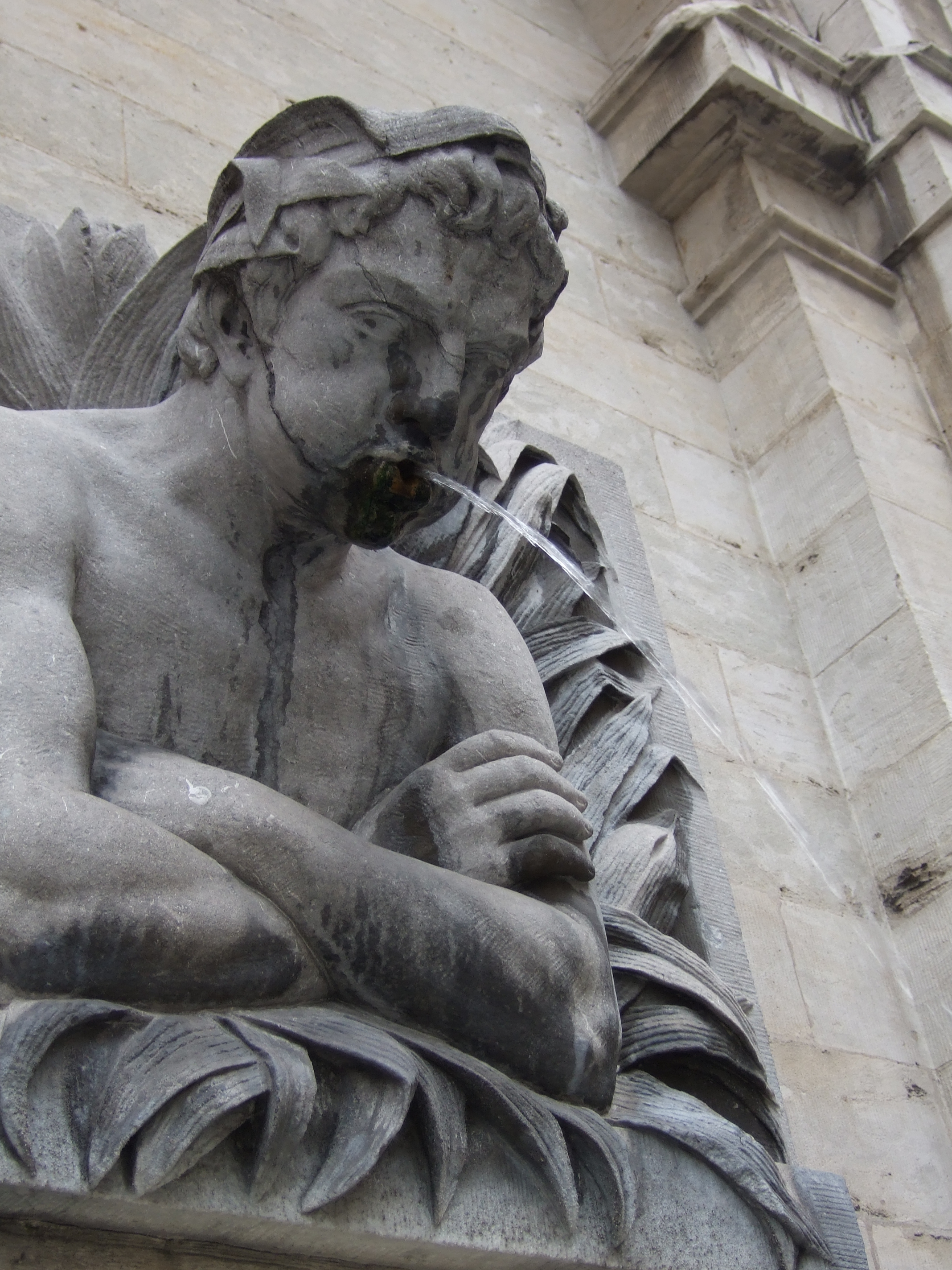
Mascaron de fontaine, Fontaine Le Cracheur, Bruxelles.

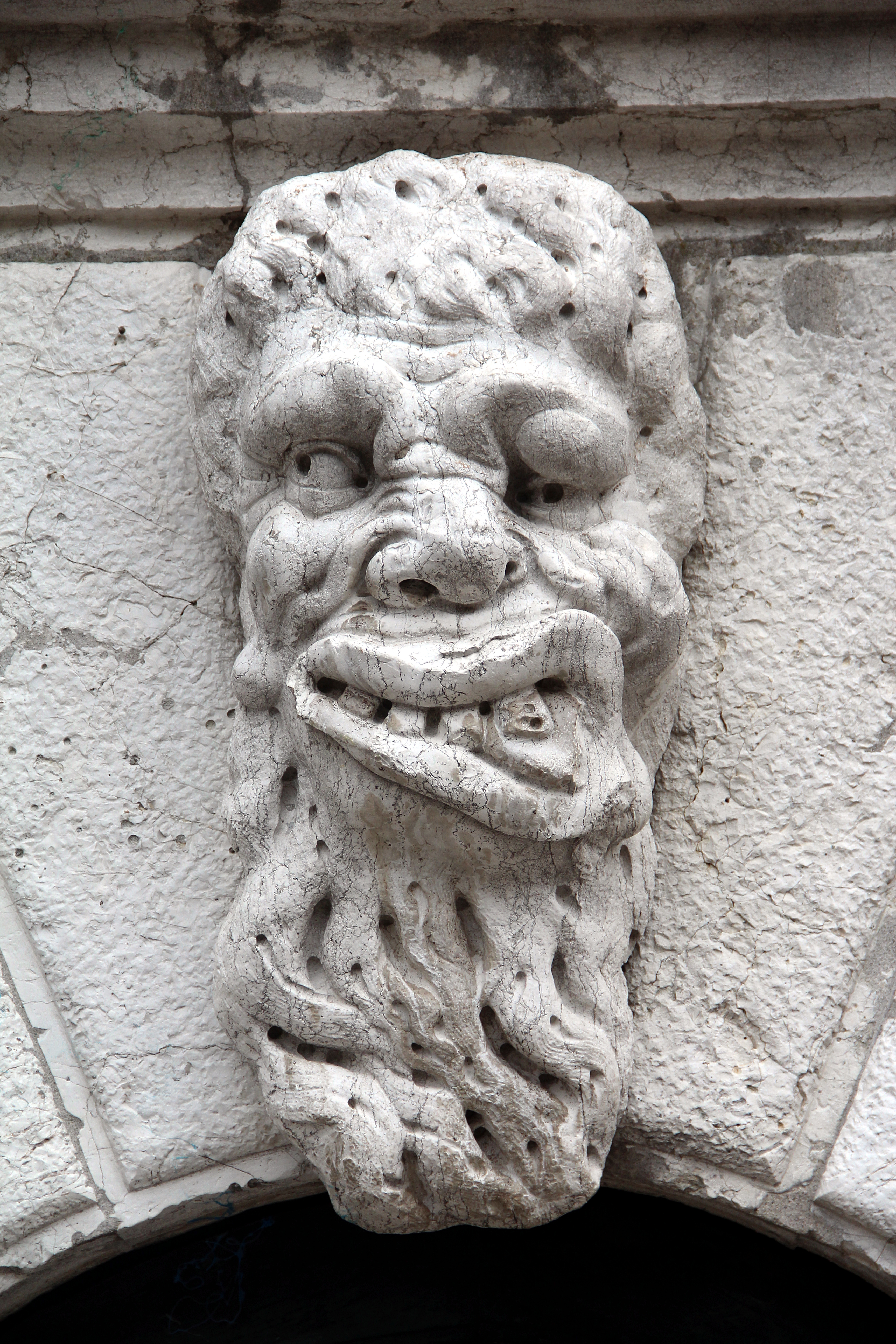
Grotesque ornant la porte du campanile de l'église Santa Maria Formosa à Venise.

En architecture, un mascaron ou masque, est un ornement représentant généralement un masque, une figure humaine, parfois effrayante, à la fonction apotropaïque : sa fonction originale était d'éloigner les mauvais esprits afin qu'ils ne pénètrent pas dans la demeure. Ils sont souvent apposés sur une clé d'arc de fenêtre ou de porte ou sur un linteau, ou un modillon. Certains mascarons apposés sur une fontaine crachent de l'eau en jet.

## Étymologie
Actuellement, le terme mascaron est devenu un terme générique. Mais au XVIIIe siècle, les hommes de l'art distinguent les mascarons des masques. Ainsi, en 1791, selon Augustin-Charles d'Aviler :

« Le masque : c'est une tête d'homme ou de femme, sculptée à la clef d'une arcade. Il y en a qui représentent des Divinités, des Saisons, les Éléments, les Âges, les Tempéraments avec leurs attributs, comme on en voit au château de Versailles du côté du jardin, à la colonnade. »

« Le mascaron […] est une tête chargée ou ridicule, faite à fantaisie, comme une grimace, qu'on met aux portes, grottes, fontaines […] Ce mot vient de l'italien mascharone, fait de l'arabe mascara, bouffonnerie. »

Malgré l'étymologie discutable, ces définitions ont le mérite d'expliciter une différence de fond entre le mascaron et le masque. Le mascaron est une bouffonnerie, une caricature qu'il faut réserver à des ouvrages secondaires. Le masque est une décoration de bon goût sur la façade d'un hôtel particulier, d'un palais. L'Académie royale d'architecture édicta des recommandations en conformité avec ces définitions.
Toutefois, dans la pratique, masques et mascarons finiront par se fondre dans la fonction commune de décoration et de divertissement des passants.

## Origines

### L'Antiquité
L'Antiquité utilise les représentations d'un visage pour chasser le mauvais œil. Ainsi des masques grotesques ou hideux figurent sur les temples, les tombeaux, les cuirasses et les jambières des guerriers, les marteaux des portes, la vaisselle, les meubles et tous les objets du quotidien.
Cette protection est le premier sens de la Méduse, une des trois Gorgones de la mythologie grecque. Persée, armé d'un bouclier, dont l'intérieur servait de miroir pour éviter d'être pétrifié par le regard du monstre, et d'une épée offerte par Hermès, put trancher la tête de Méduse. Du sang qui jaillit de son cou émergèrent Chrysaor et Pégase, tous deux conçus par Poséidon. Persée offrit la tête de Gorgone à Athéna. Elle en orna son bouclier, l'égide, qui la protégea en conservant ce redoutable pouvoir. Le masque de la Méduse qui décore l'architrave du temple de Didymes, destiné à effrayer les ennemis d'Apollon, est stylisé afin d'être perçu de loin et permettre des jeux d'ombre et de lumière. Ainsi ce masque préfigure un souci d'esthétisme qui supplantera peu à peu la simple fonction protectrice.
Le culte de Janus, le dieu des passages et des commencements dans le temps et l'espace, considère son double visage comme un masque protecteur. Ainsi Janus garde les portes des villes et le seuil des maisons.[réf. nécessaire]

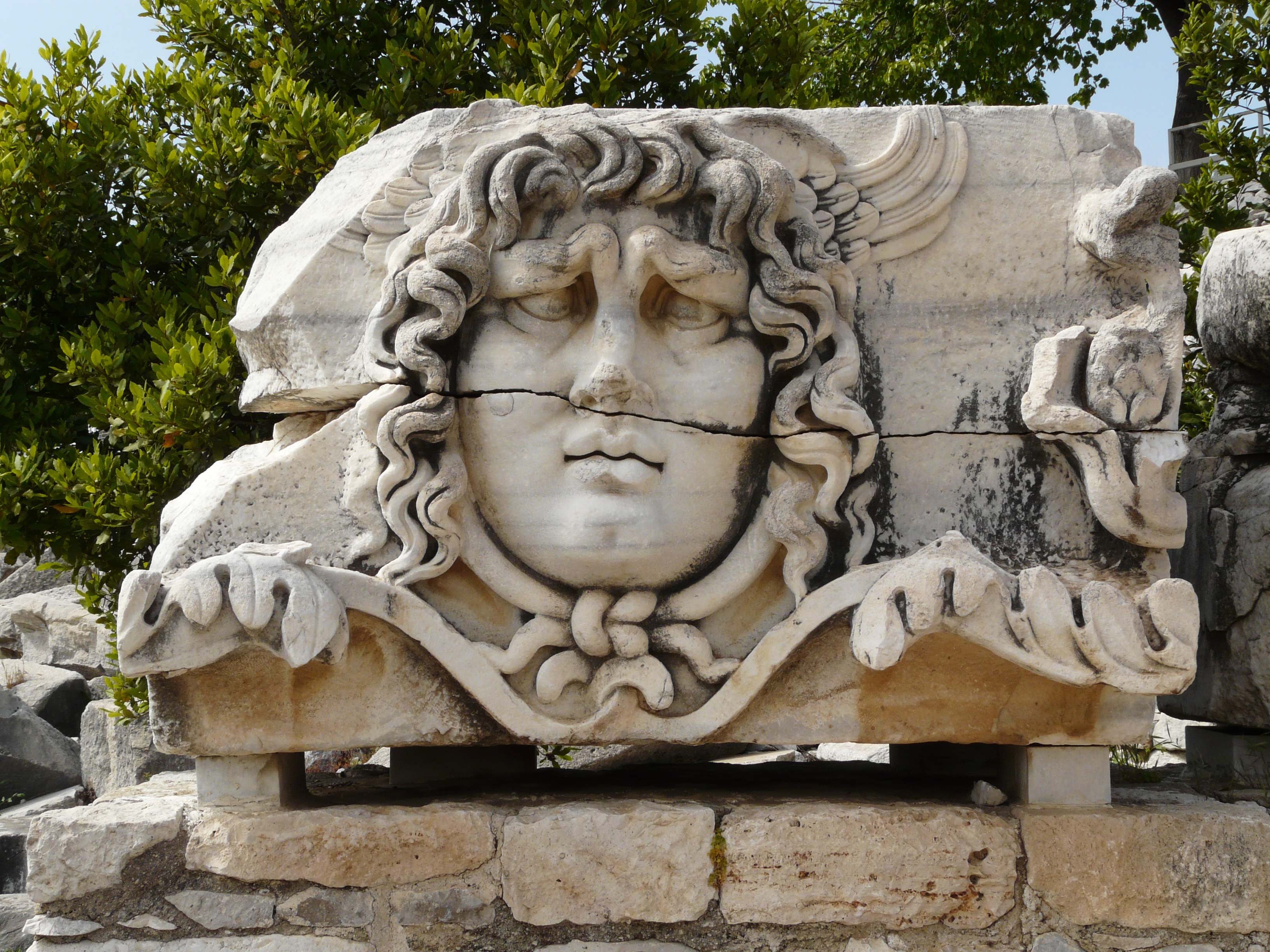
Didymes, Gorgone du sanctuaire d'Apollon (VIe et IIIe siècles av. J.-C.).
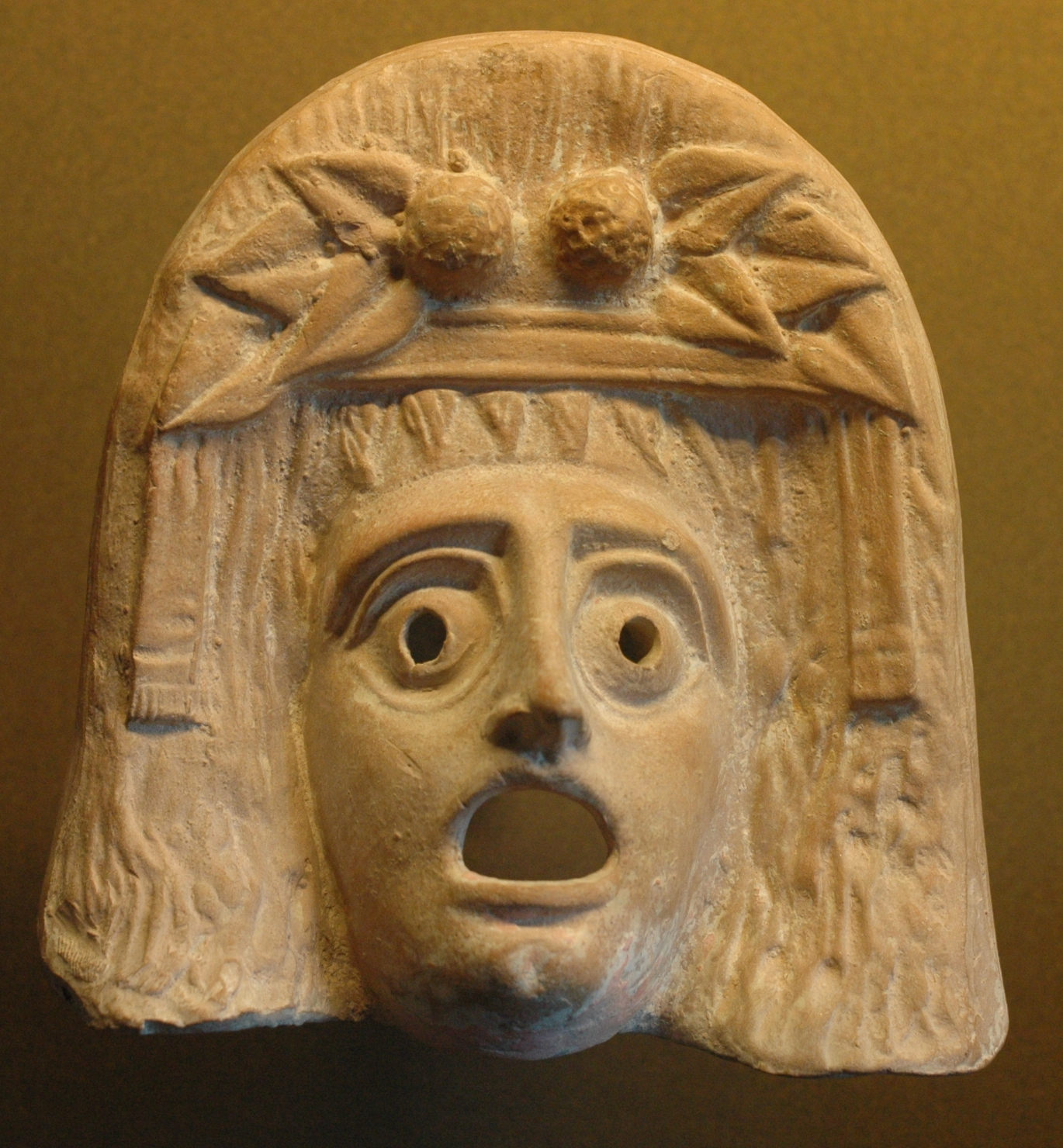
Masque de Dionysos (IIe et Ier siècles av. J.-C.).
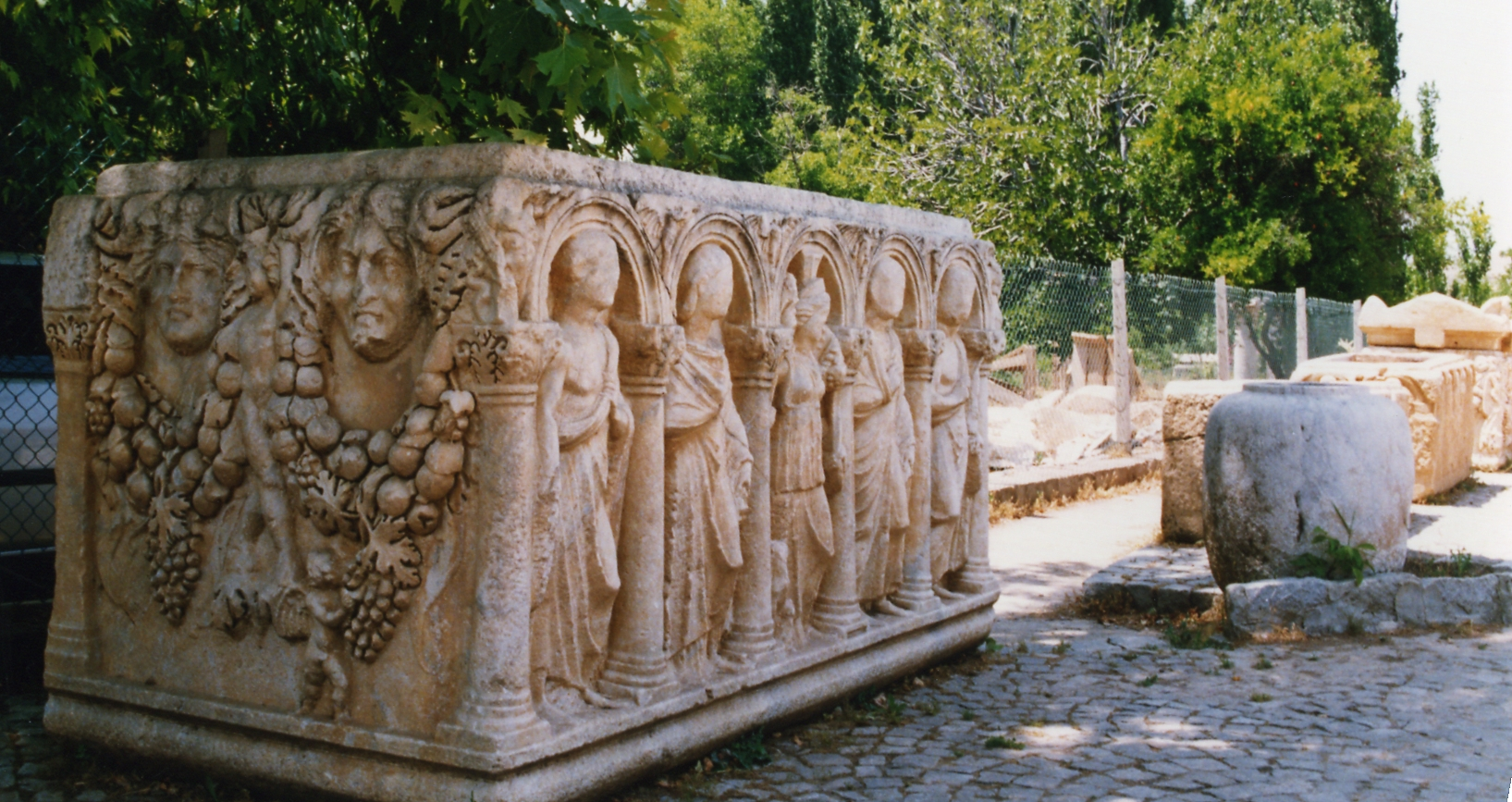
Sarcophage à Aphrodisias.
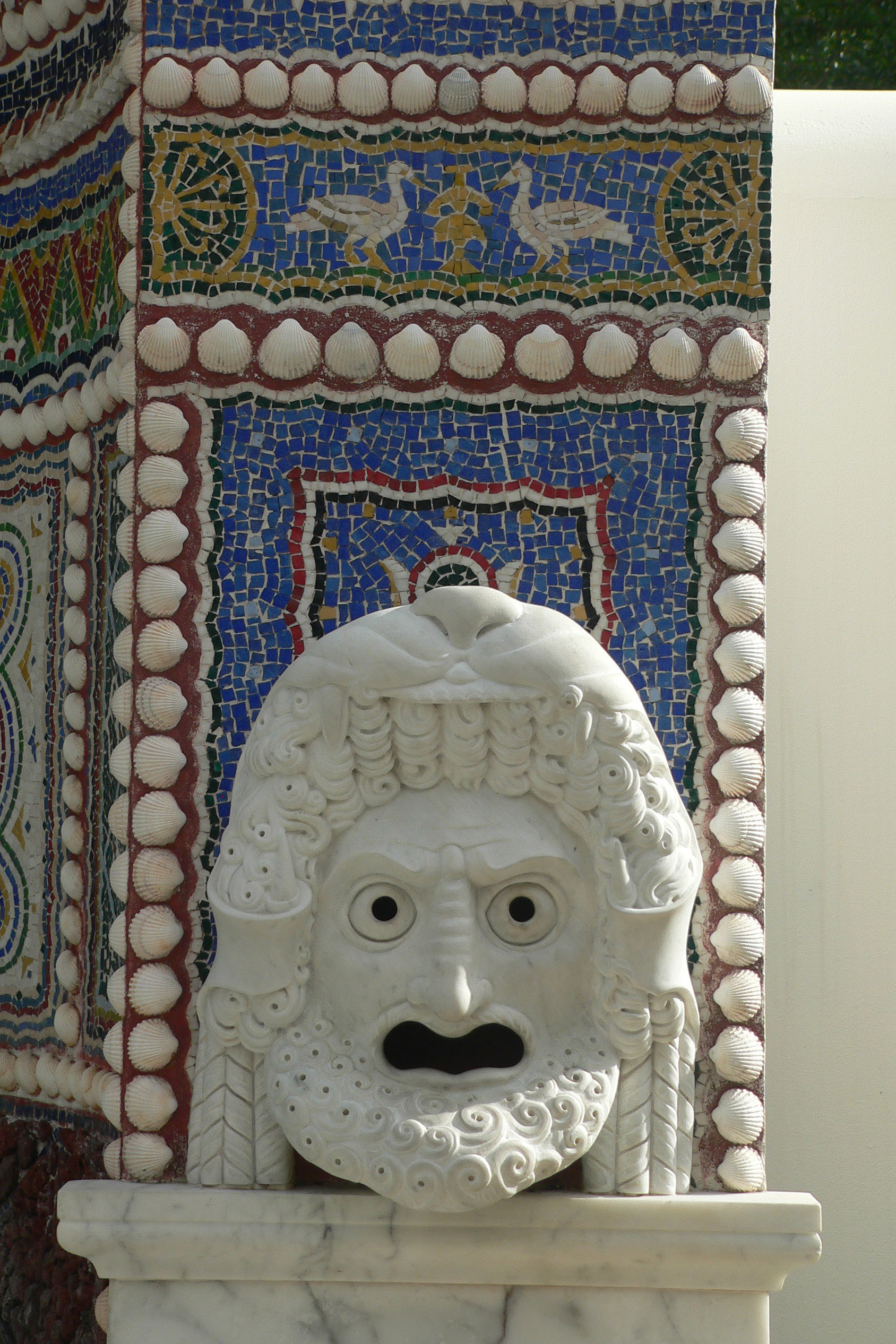
Reconstitution de la villa des Papyrus à Herculanum, Los Angeles, villa Getty.

L'aspect décoratif se retrouve dans les masques du théâtre. Les manifestations théâtrales sont initialement une cérémonie sacrée liée au culte de Dionysos. Ainsi le théâtre de Dionysos est le plus important des théâtres de la Grèce antique, considéré comme le berceau du théâtre grec antique et de la tragédie. Il est situé sur le versant sud de l'acropole d'Athènes. Les grandes fêtes des Dionysies s'y tenaient chaque année en l'honneur de Dionysos. Il s'agissait initialement de chants rituels, de danses et de sacrifices rituels résultant de représentations théâtrales. Lors des Grandes Dionysies, on consacre les masques dans le temple du dieu. Ces cérémonies sacrées se traduisent dans des frises décoratives représentant le visage de Dionysos (Bacchus), celui des Ménades (Bacchantes chez les Romains), Satyres, Silènes et Papposilènes, le tout dans des guirlandes de feuillages et de fruits, décorant des édifices religieux.
L'Empire romain reprend ces éléments décoratifs.
Dans Aphrodisias, une cité antique de Carie (actuelle Turquie), en Asie Mineure, les sculpteurs imprégnés de l'art hellénistique réalisent des visages réalistes.

### L'Italie

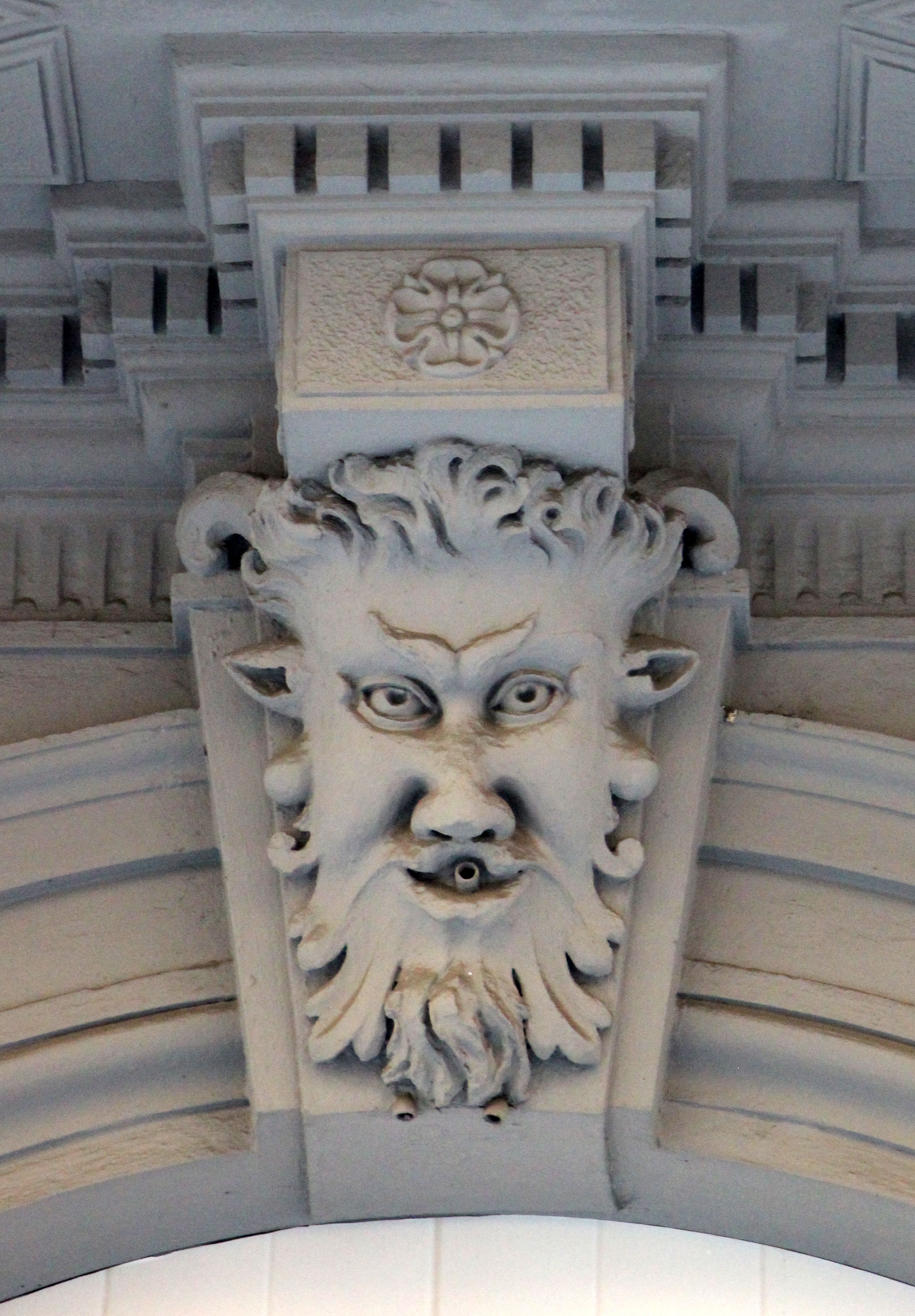
Mascaron du Palais Ceci et Rossi, côté rue Brunelleschi, à Florence.

Les artistes de la Renaissance relisent les mythes de l'Antiquité païenne qui leur donnent de nouveaux sujets de production. Les découvertes archéologiques (groupe du Laocoon), comme les fouilles des thermes de Caracalla par les Farnèse, inspirent les sculpteurs et les architectes des XVe et XVIe siècles. La villa de l'empereur Hadrien ou encore le Panthéon de Rome offrent des modèles de construction radicalement différents du style gothique. Les formes de l'Antiquité reviennent à la mode : colonnes, pilastres, frontons, coupoles, statues décorent les édifices de cette époque.
Au Quattrocento, les dernières influences gothiques tendent à disparaître ; il faut attendre le début du XVIe siècle pour que les têtes décoratives de l'Antiquité reprennent leur place sous forme de mascarons.
Le terme français « mascaron » a pour origine le mot italien mascherone, qui désigne un ornement en forme de masque qui décore les façades.

## Mascarons en France
Cette mode arrive en France avec les guerres d'Italie. Les Italiens Rosso Fiorentino (né à Florence en 1494, mort à Fontainebleau en 1540) et Le Primatice (né à Bologne en 1504 et mort à Paris en 1570) viennent travailler à Fontainebleau pour le roi de France François Ier. Rosso, qui a travaillé en Italie jusqu'au sac de la ville de Rome en 1527, maîtrisait la technique du stuc. Le Primatice avait collaboré dans Mantoue avec Giulio Romano.
Fontainebleau est alors un centre artistique en pleine effervescence. Une vaste équipe d’artistes œuvre à la décoration du château de Fontainebleau et en particulier de la galerie François Ier. Les artistes réalisent des œuvres originales en se démarquant des maîtres, Raphaël ou Giovanni da Udine. Les mascarons traités en quasi ronde-bosse, présentent ainsi un relief accentué qui renforce leur expressivité.

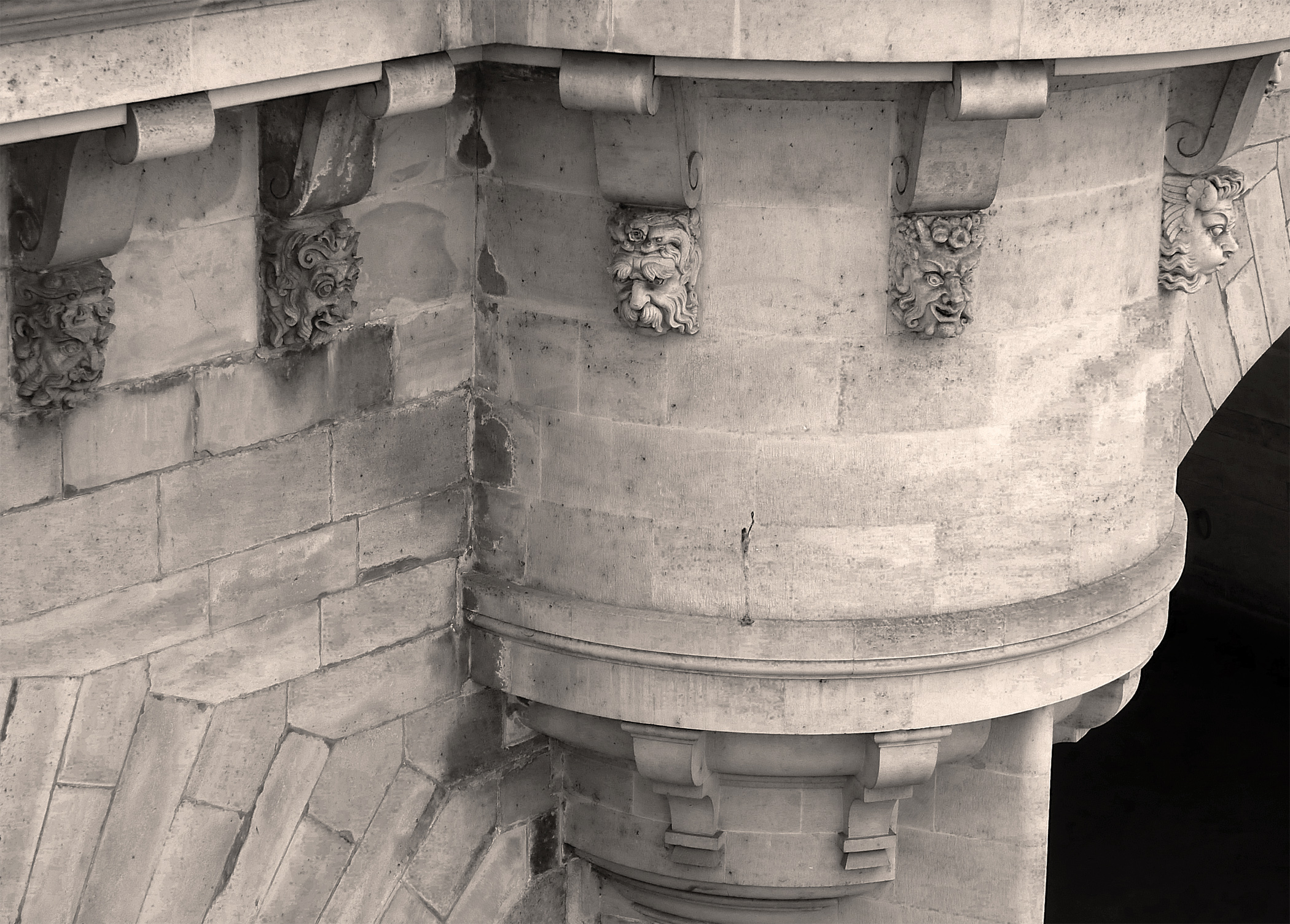
Les mascarons du Pont-Neuf à Paris, vers 1610.

Sous le roi Henri II, à Paris, l'hôtel Carnavalet, construit entre 1548 et 1560 pour Jacques de Ligneris, présente des masques disposés sur une clé d'arc. Avec Pierre Lescot et Jean Goujon, le mascaron vient décorer les façades de la cour carrée du palais du Louvre.
Les publications de Jacques Androuet du Cerceau, dont Les Plus Excellents Bastiments de France, participent à la diffusion des mascarons à travers le royaume. Le XVIIIe siècle généralise les mascarons comme à Paris, Versailles, Bordeaux, Nancy ou Nantes…
Le mascaron rivalise avec le bas-relief. Louis Le Vau utilise ce dernier en table à l'antique comme au-dessus de la porte d'entrée de l'hôtel Hesselin en 1640. Bullet orne l'hôtel particulier qu'il construit pour Amelot de Chaillou de médaillons en bas-relief. Mais ce décor ne s'impose pas, les mascarons prédominent. Sous Louis XIV, l'Académie royale d'architecture s'interroge sur le bien-fondé de l'utilisation des mascarons dans les décors des façades, ces derniers sont finalement acceptés.

### Bordeaux

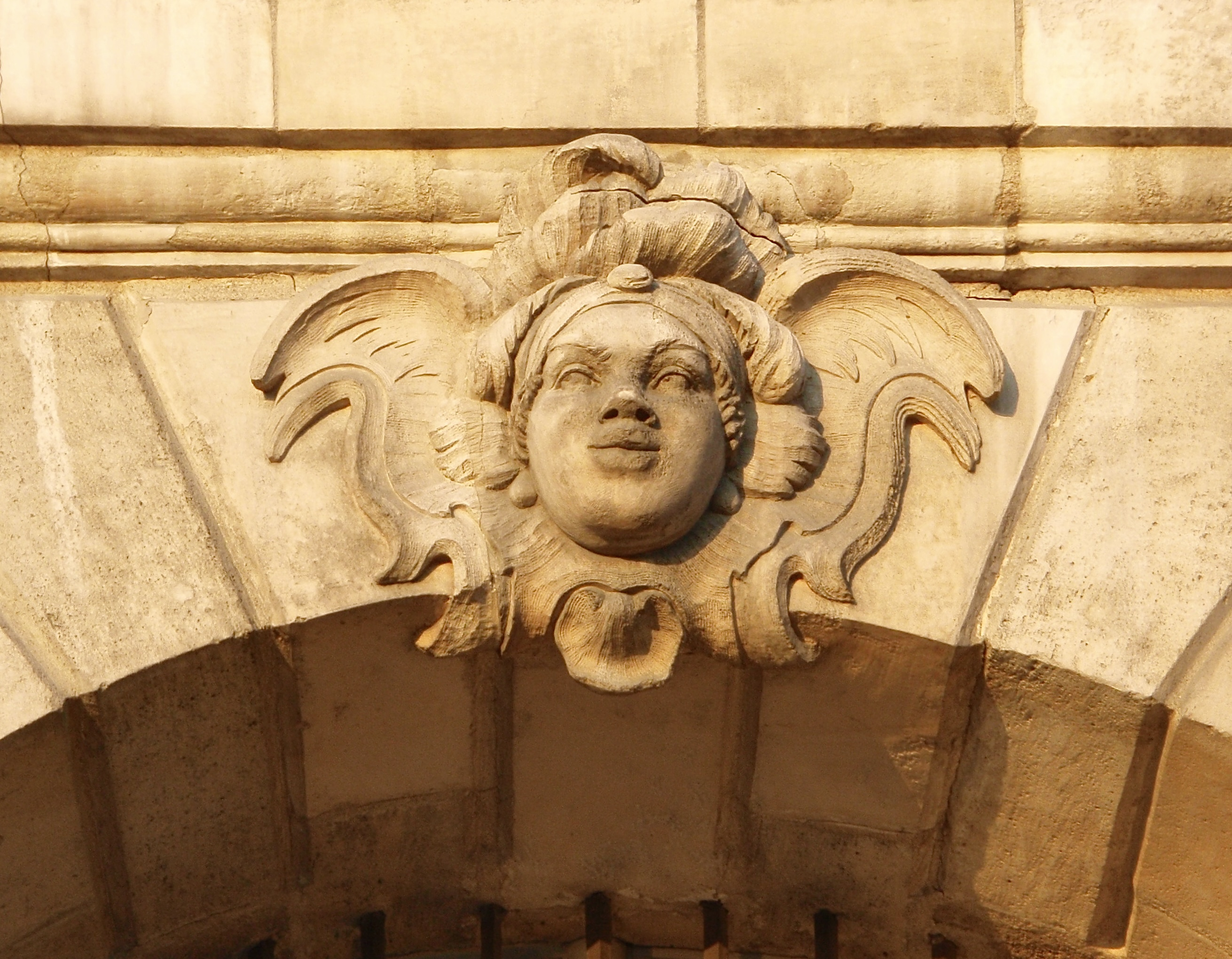
Mascaron d'une Africaine (XVIIIe siècle), Bordeaux, place de la Bourse.

À Bordeaux, les premiers mascarons font leur apparition vers la fin du XVIe siècle. Le maître maçon Henri Roche les utilise aux angles des fenêtres de ses hôtels ; l'hôtel de Laubardemont et l'hôtel Martin. Puis les grands travaux de l'intendant Tourny, au XVIIIe siècle, diffusent les mascarons dans toute la ville. Ange-Jacques Gabriel les place de façon systématique pour les façades de la place de la Bourse. Il est suivi par André Portier pour les façades des quais.
Les façades bordelaises présentent plus de 3 000 « visages de pierre ». Les inspirations sont multiples : aux traditionnels Neptune et Bacchus s'ajoutent des animaux fantastiques, des figures féminines, des visages du carnaval, des anges, des fauves… Mais les mascarons reflètent aussi l'histoire de la ville avec, par exemple, la reproduction de visages africains en référence aux traites négrières qui participèrent à la richesse de Bordeaux avec le commerce triangulaire, la reproduction des symboles de la franc-maçonnerie, la reproduction de l'étoile de David pour les hôtels particuliers appartenant à la communauté juive.
L'écrivain bordelais Michel Suffran évoque[réf. nécessaire] « une ville entière de masques » et un « théâtre chimérique ».

### Nancy
L'apparition des mascarons à Nancy correspond à l'arrivée de la Renaissance en Lorraine ducale, ainsi que celle d'artistes italiens. La majorité des édifices des XVIIe et XVIIIe siècles arborent des mascarons. Les plus connus sont ceux des bâtiments entourant la célèbre place Stanislas ; ces mascarons, plus ou moins grotesques, sont tous différents.

### Nantes
Les mascarons nantais se retrouvent essentiellement à l'île Feydeau et au quai de la Fosse.

Quai de la Fosse à Nantes
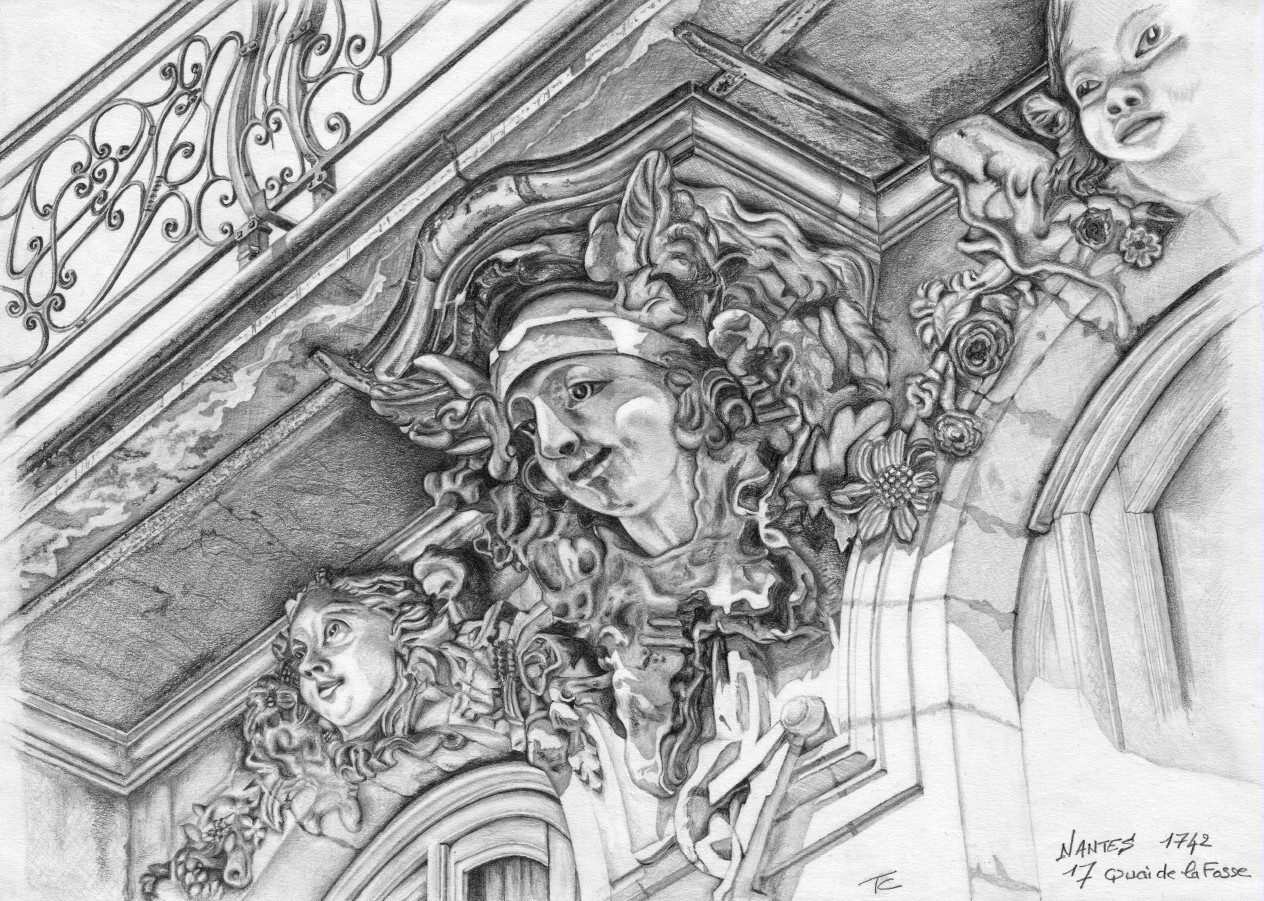
Façade d'immeuble de 1742 au no 17.
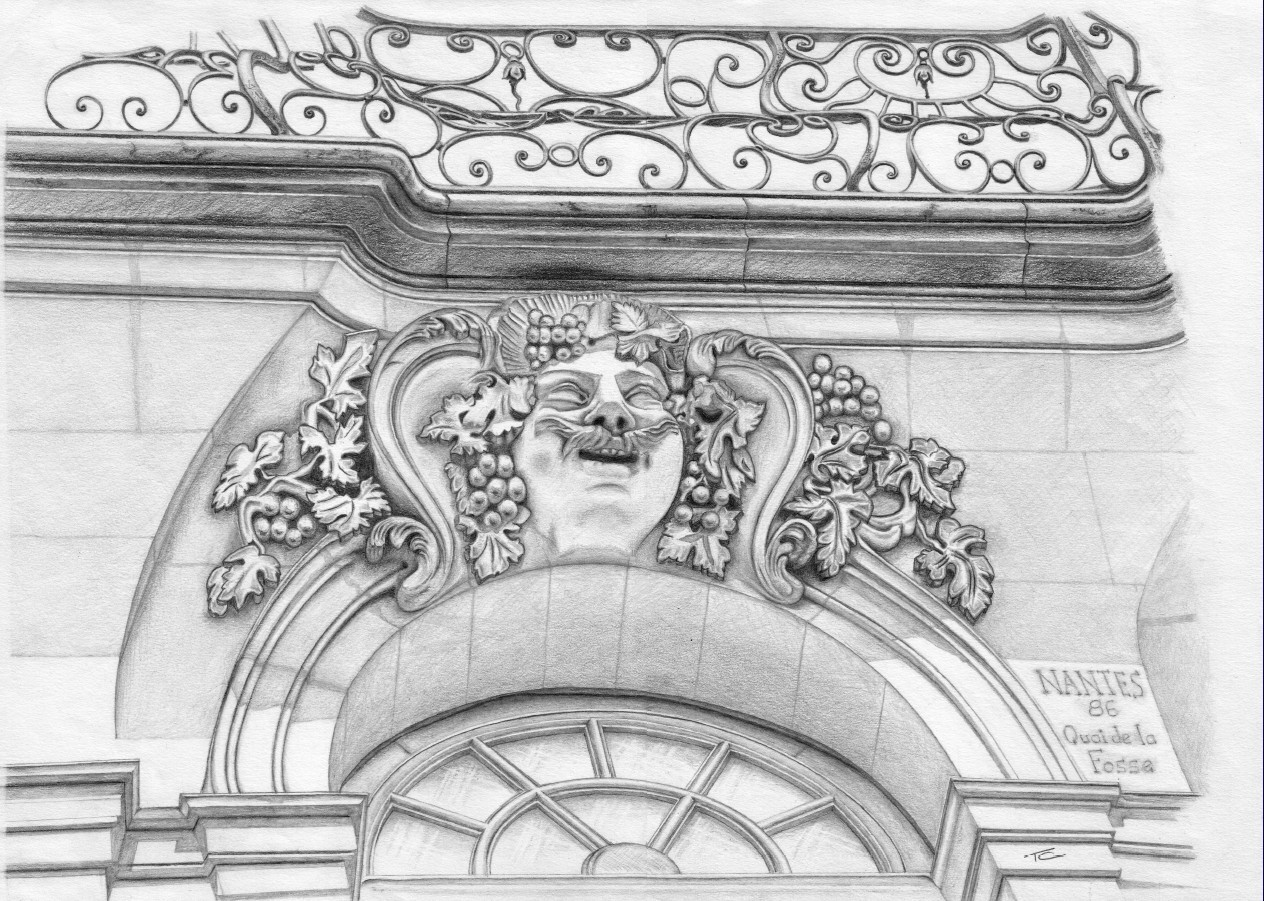
Façade d'immeuble au no 86.

### Saint-Étienne
Cette ville n'est pas en reste pour ce qui est des mascarons. Il y en a un peu partout sur les façades des immeubles du centre-ville mais ce qui est exceptionnel et probablement unique en France, c'est l'immeuble aux têtes. Construit en 1853 et situé sur la place Jean-Jaurès, ce bâtiment porte sur ses trois façades et son portail pas moins de 67 mascarons de belle taille. Respect de la mixité étonnant à cette époque, il y a autant de mascarons féminins que de mascarons masculins et puisque le nombre est impair le dernier est un lion. Ce qui remarquable également c'est qu'il n'y a pas deux mascarons identiques.
Ci-dessous, la photo reconstituée de la façade de la place Jean-Jaurès où l'on trouve un mascaron au-dessus de chacune des dix-sept fenêtres sur trois étages.

## Galerie

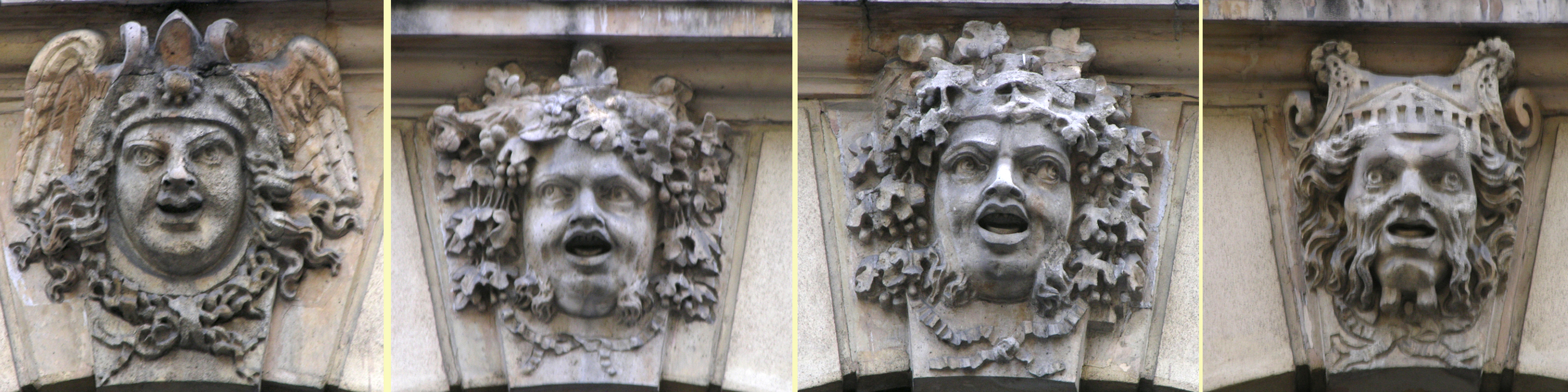
Quatre mascarons d’inspiration antique, Paris, rue des Petits-Champs.
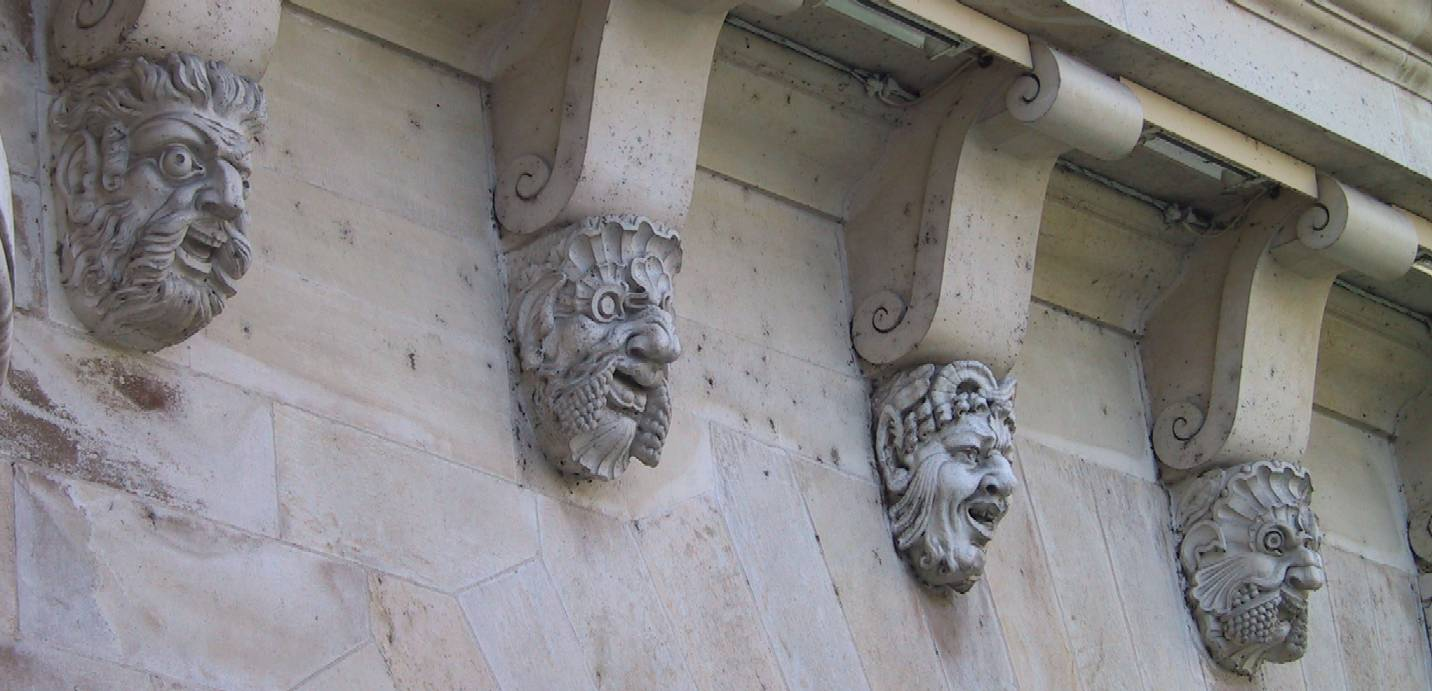
Mascarons du pont Neuf, Paris.
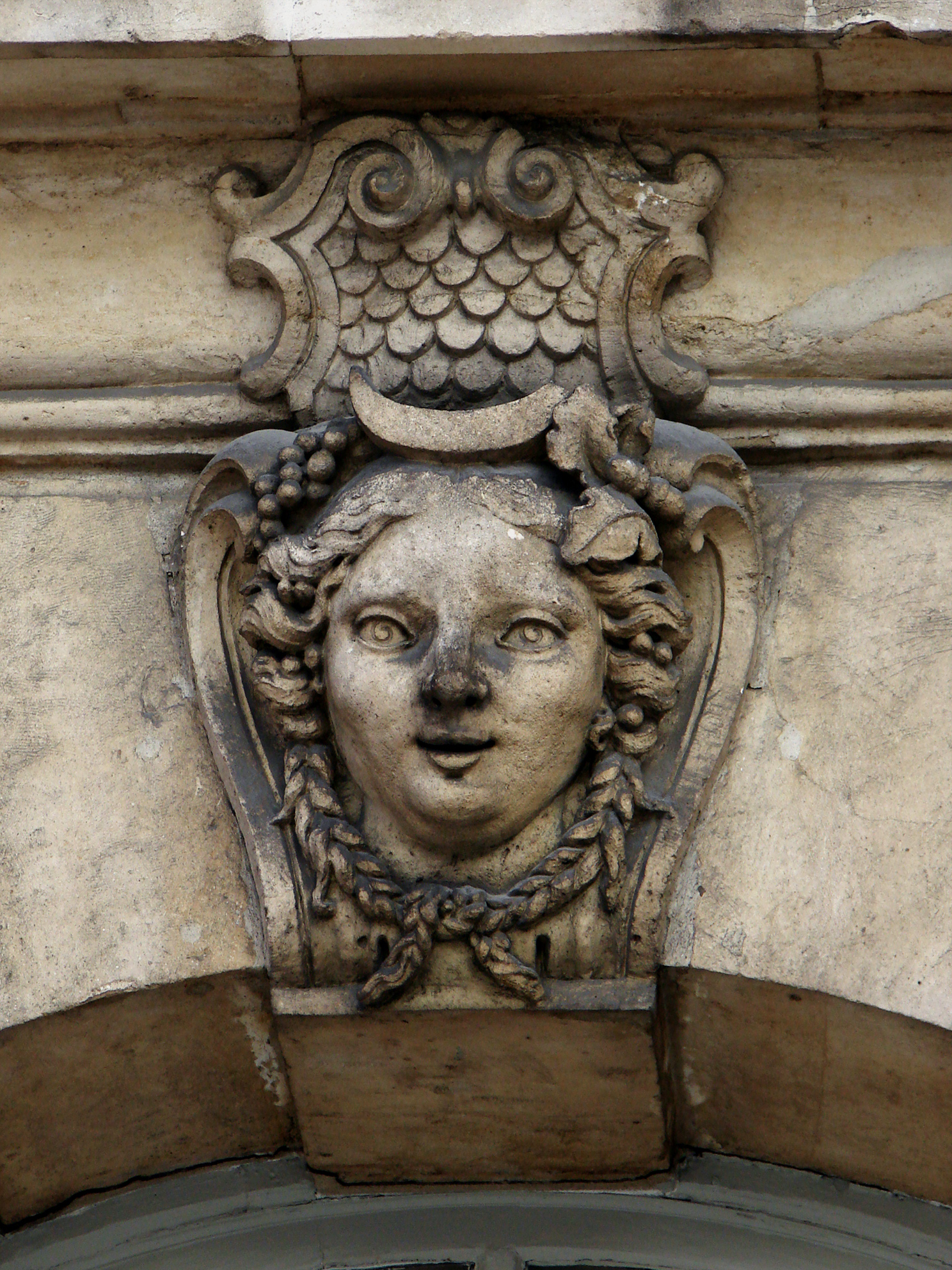
Place Stanislas, Nancy.
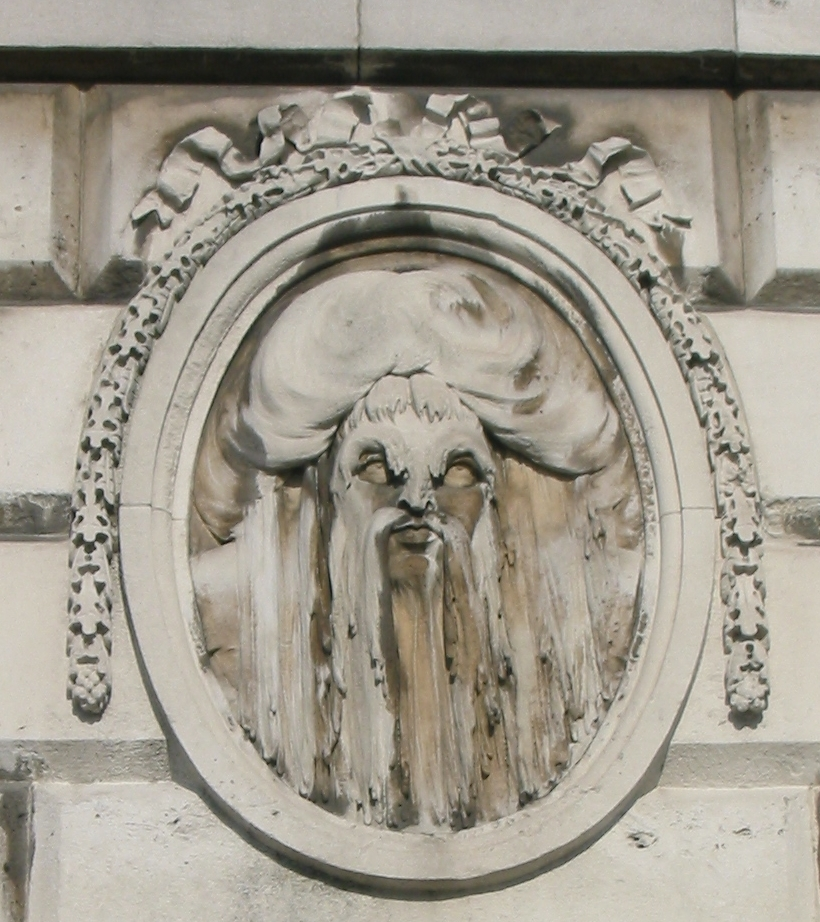
Somerset House, Londres.
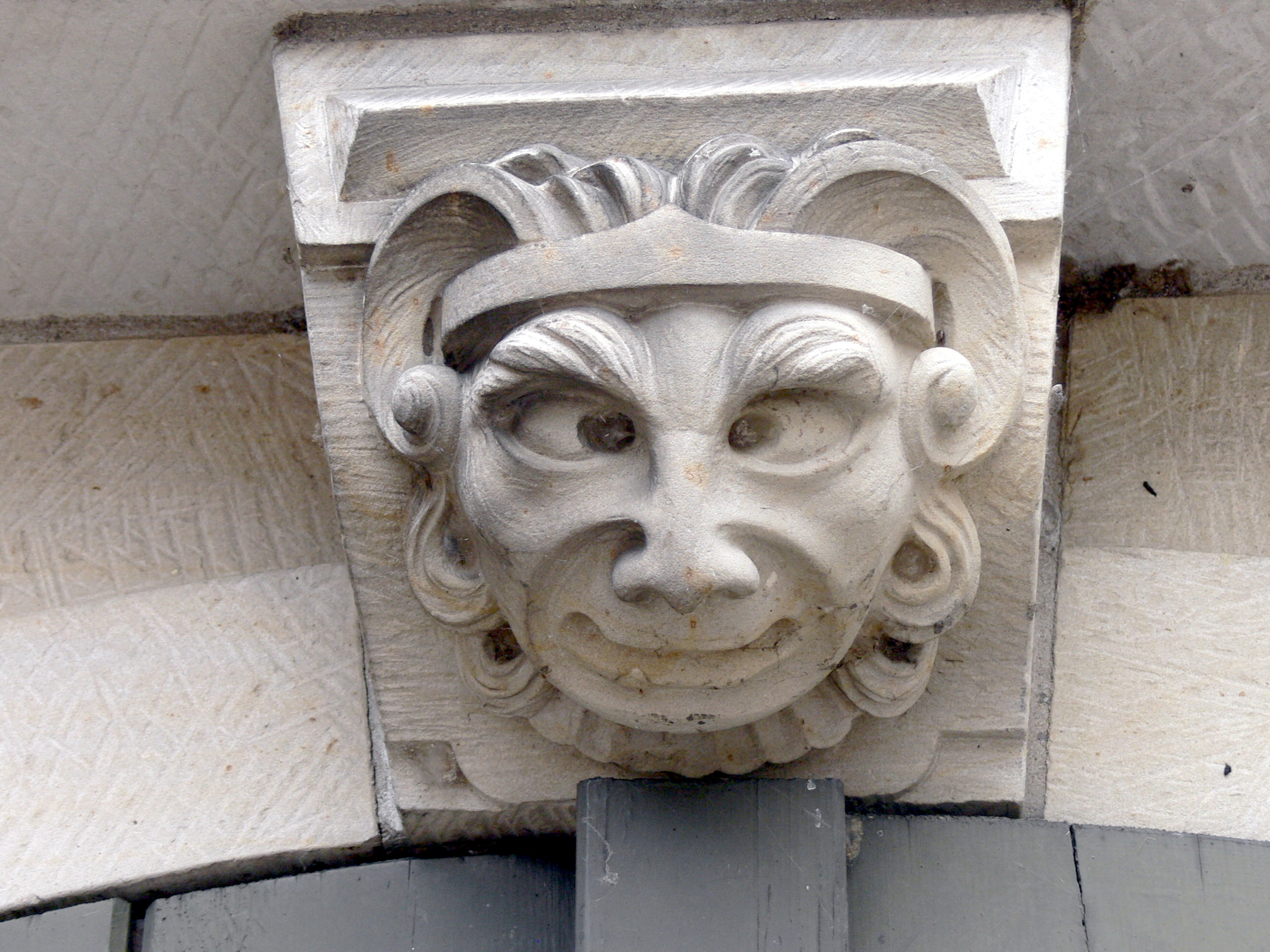
Château de Kronborg, Danemark.
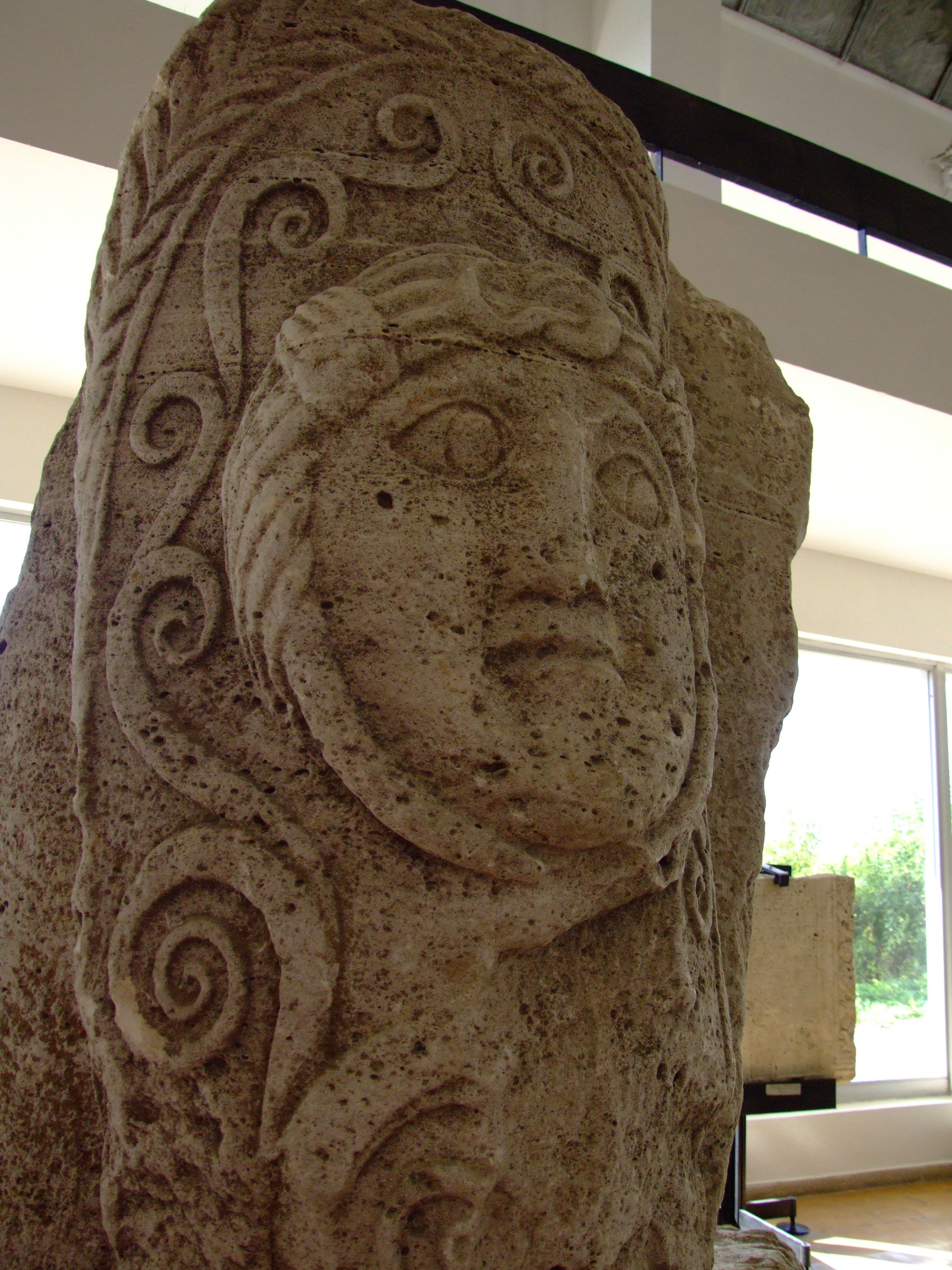
Tropaeum Traiani, Dobroudja, Roumanie.
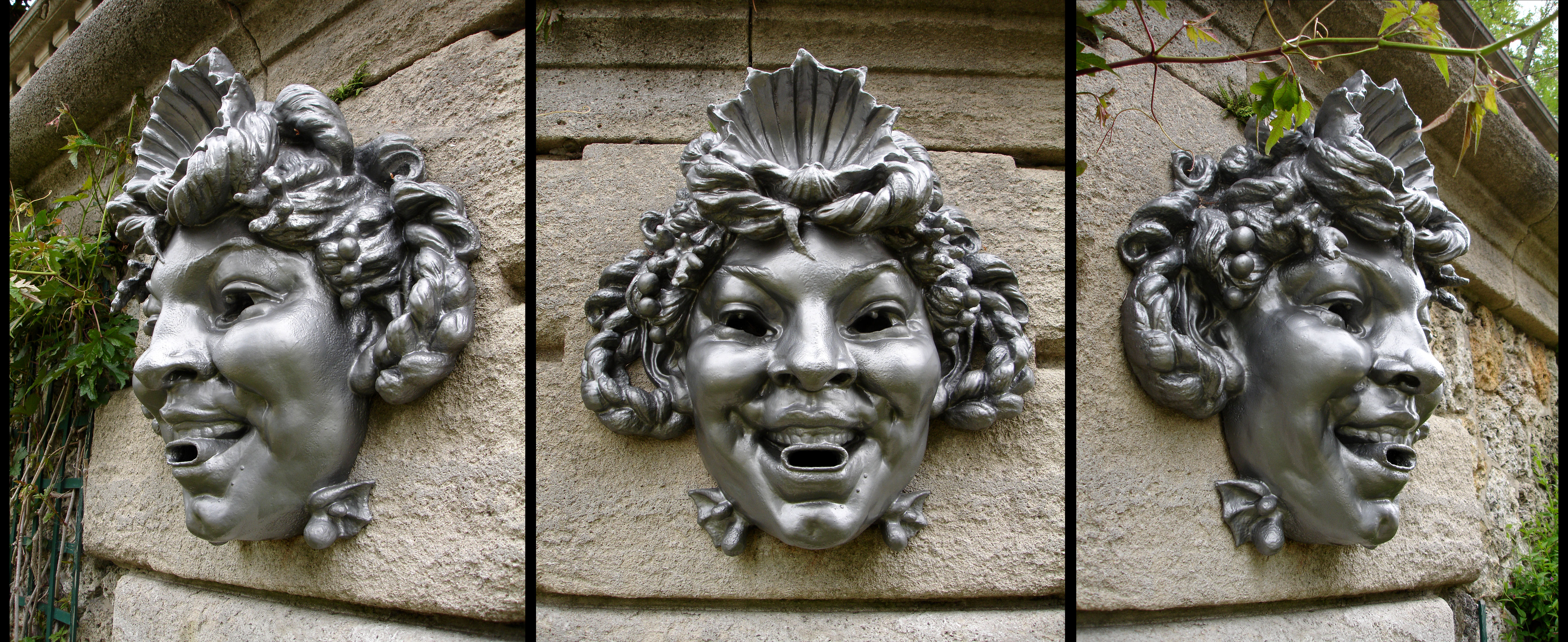
Mascaron par Auguste Rodin, Paris, jardin des serres d'Auteuil.
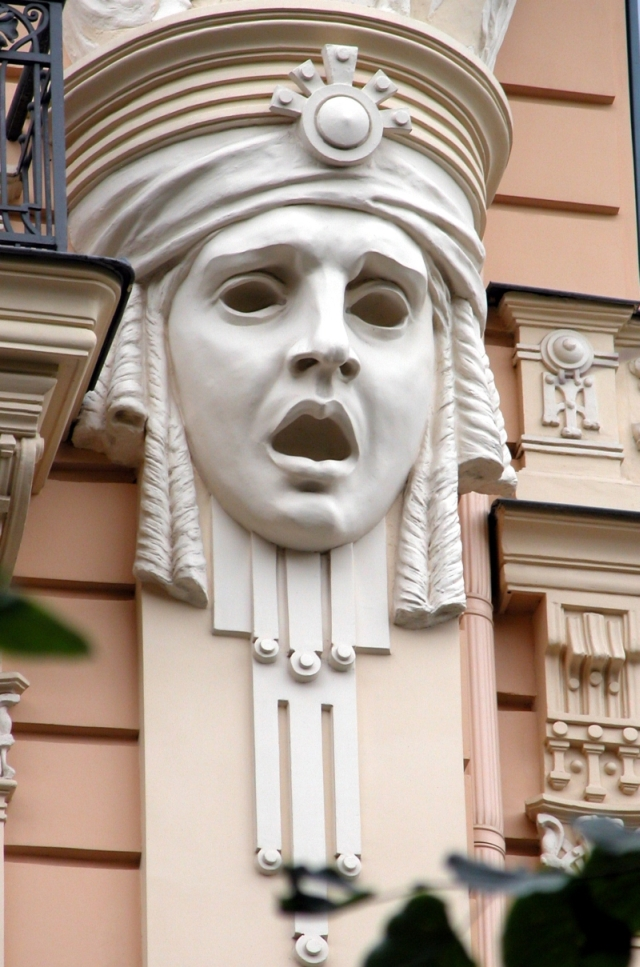
Mascaron Art nouveau, Riga.
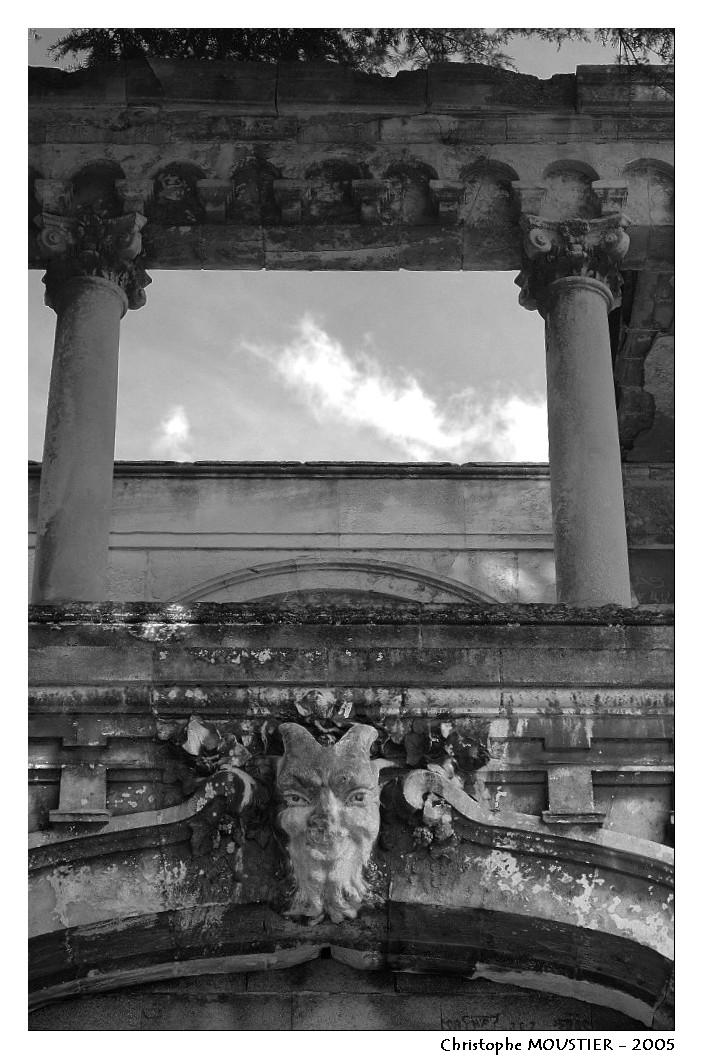
Mascaron du château de la Buzine[9].
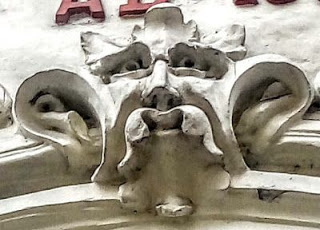
Mascaron d'homme vert à Rybnik, Pologne.
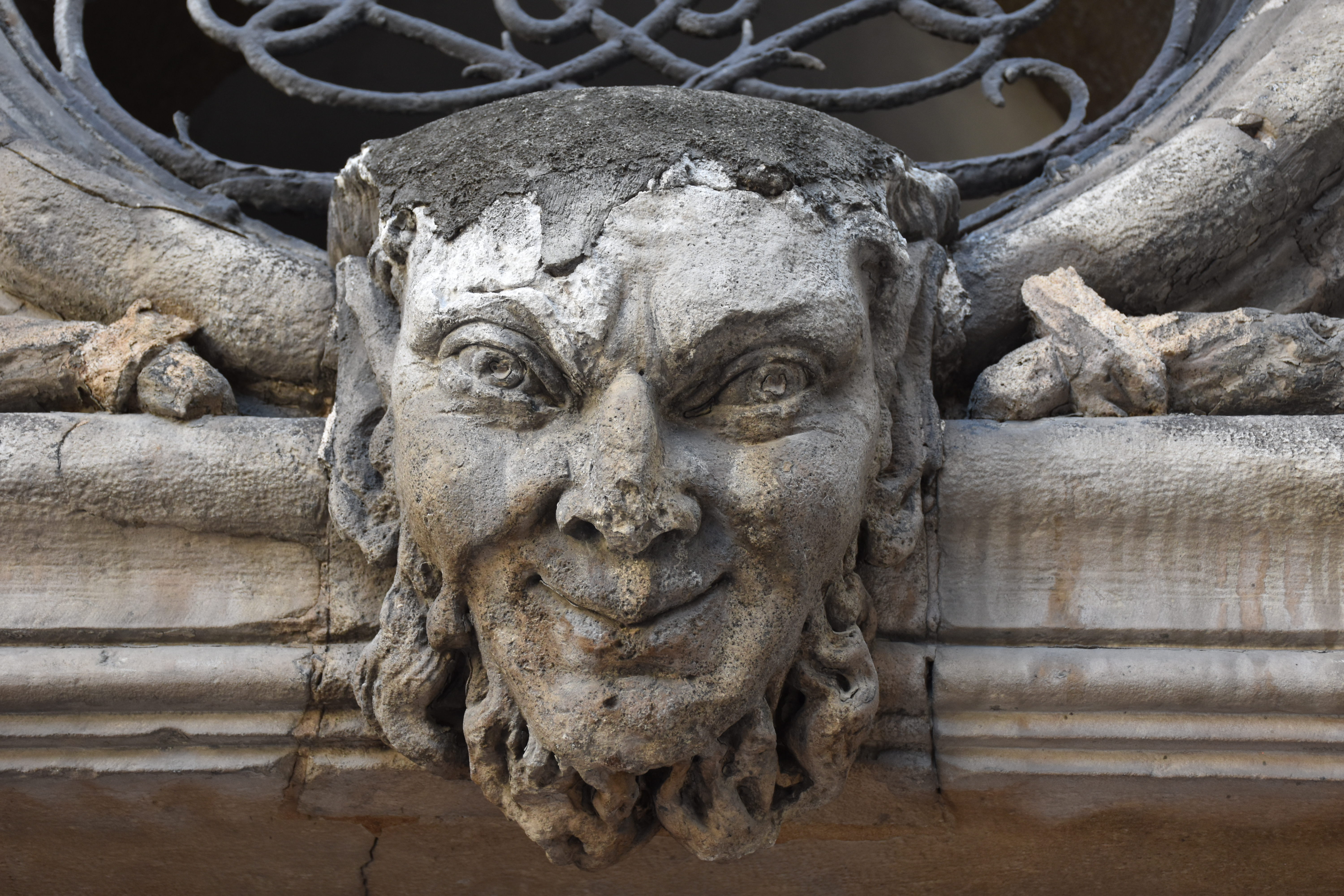
Mascaron à tête de satyre, Lyon, 28, rue Professeur-Louis-Paufique.
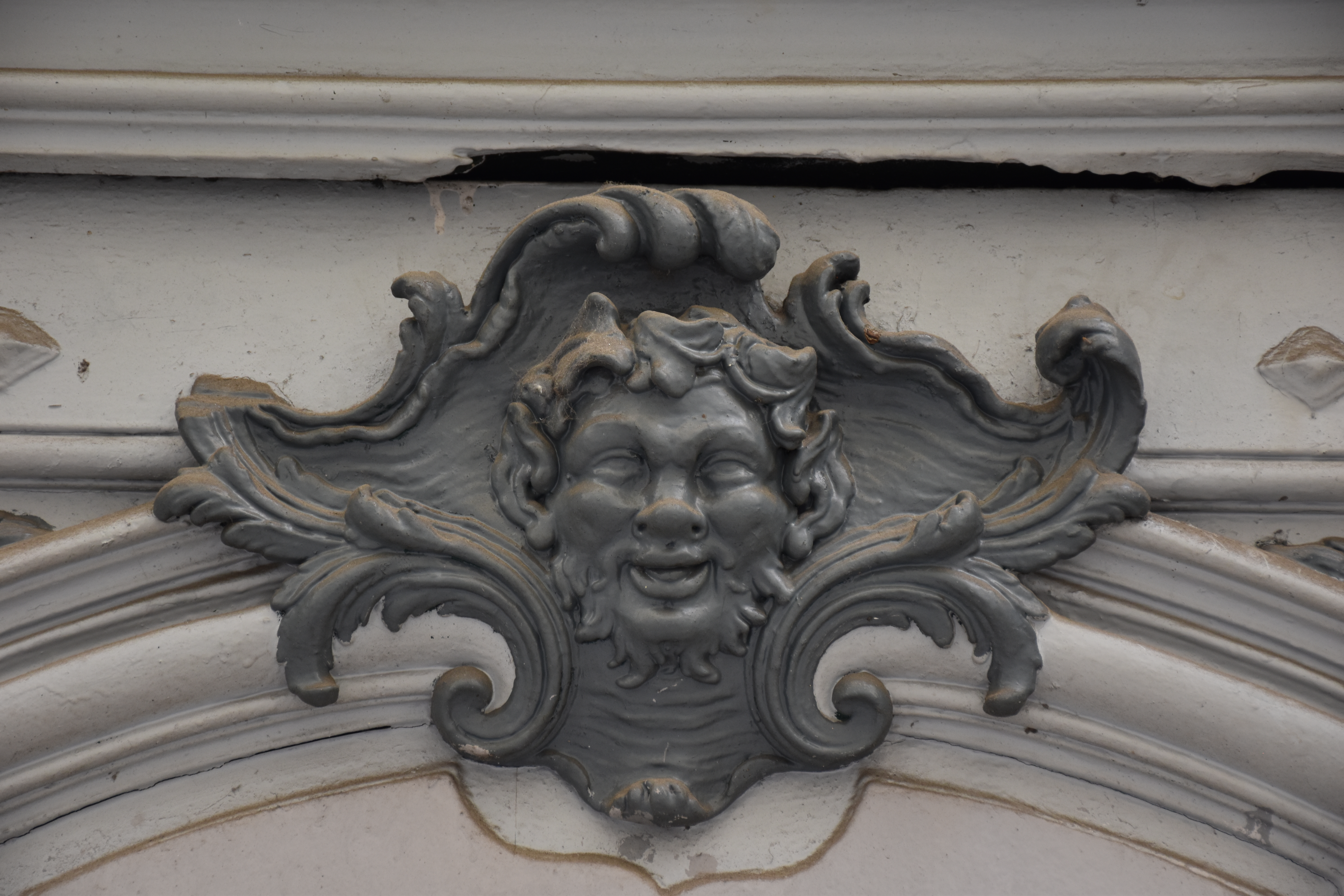
Mascaron à tête de satyre, Lyon, 6, rue Sainte-Marie-des-Terreaux.